# Хо, Эндрю
Эндрю Хо (англ. Andrew Heo; род. 7 марта 2001 года в Пенсильвании, США) — американский шорт-трекист, участник зимних Олимпийских играх 2022 года, бронзовый призёр чемпионата мира.  

## Спортивная карьера
Родители Эндрю Хо родом из Южной Кореи переехали в США ещё в детстве, где и познакомились. Эндрю родился в пригороде Филадельфии Уорренгтоне и начал заниматься шорт-треком в возрасте 7-ми лет в Потомакском клубе конькобежцев в Мэриленде, присоединившись к двоюродным братьям и сёстрам и под руководством бывшего золотого призера Ким Дон Сона. Около семи лет семья проводила время между Мэрилендом и своим домом в Уоррингтоне. В возрасте 16 лет он вместе с мамой Дженнифер переехали в Солт-Лейк-Сити к брату Аарону, чтобы тренироваться на Олимпийском стадионе Юты в рамках программы ускоренного развития спортсменов "US Speedskating".
В сезоне 2017/18 Эндрю участвовал на чемпионате мира среди юниоров и в составе эстафетной команды занял 5-е место. Через год дебютировал на Кубке мира и 1 декабря 2019 года поднялся на 4-е место в забеге на 1500 м на этапе в японском Нагое. В январе 2020 года на чемпионате четырёх континентов в Монреале он завоевал бронзовую медаль в мужской эстафете и занял 15-е место в сумме многоборья. В марте 2021 года Хо впервые принял участие на чемпионате мира в Дордрехте, заняв 12-е место в беге на 1500 м, 20-е на 1000 м и 26-е на 500 м.
В декабря 2021 года на отборочных соревнованиях олимпийской команды США он занял первые места на дистанциях 1000 и 1500 м и квалифицировался на Олимпиаду 2022. В феврале 2022 года на зимних Олимпийских играх в Пекине занял 6-е место в беге на 1000 м, 28-е на 1500 м и 28-е в смешанной эстафете. 5 ноября 2022 года Хо впервые выиграл бронзу на Кубке мира в смешанной эстафете, а через неделю на чемпионате четырёх континентов в Солт-Лейк-Сити выиграл серебряную медаль в забеге на 500 м и золотую в смешанной эстафете.
В марте 2023 года на чемпионате мира в Сеуле стал 10-м в мужской эстафете и 7-м в смешанной эстафете. Через год на третьем чемпионате четырёх континентов в Лавале Эндрю завоевал серебряную медаль в смешанной эстафете и бронзовую на 500-метровке. В феврале 2024 года на этапе Кубка мира в Дрездене впервые получил золотую медаль в смешанной эстафете, а в марте на чемпионате мира в Роттердаме он завоевал бронзовую медаль в смешанной эстафете, а также занял лучшее 18-е место в индивидуальном забеге на 1500 м.

## Личная жизнь и семья
Эндрю Хо учился в средней школе Скайлайн. В детстве играл на скрипке, на фортепиано и немного на саксофоне. Когда стал старше, научился играть на гитаре и барабанах. Его старший брат Аарон также занимался конькобежным спортом и представлял национальную сборную США по шорт-треку на Кубке мира с 2018 года, а в настоящее время заканчивает обучение в Университете Юты, одновременно проходя стажировку. Его отец Питер Хо владеет автомастерской, который является одним из двух автомагазинов в Филадельфии. Другой магазин принадлежал его деду, но сейчас им владеет его дядя. Это семейный бизнес. Его дед Чжу Сок Хо впервые нашел работу в Филадельфии по ремонту стальных бамперов после того, как иммигрировал сюда почти 50 лет назад со своей женой и двумя сыновьями.